# Munidopsis expansa
Munidopsis expansa är en kräftdjursart som beskrevs av James Everard Benedict 1902. Munidopsis expansa ingår i släktet Munidopsis och familjen trollhumrar. Inga underarter finns listade i Catalogue of Life.